# NGC 5672
NGC 5672 é uma galáxia espiral (Sb) localizada na direcção da constelação de Boötes. Possui uma declinação de +31° 40' 13" e uma ascensão recta de 14 horas, 32 minutos e 38,5 segundos.
A galáxia NGC 5672 foi descoberta em 13 de Março de 1785 por William Herschel.